# Вільгельм V (сеньйор Монпельєський)
Вільге́льм V (окс. Guilhem V, 1075—1121) — сеньйор Монпельєський і Омальський (1085—1121). Учасник Першого хрестового походу.

## Імена
- Вільгельм V (лат. Guilielmus, нім. Wilhelm) — у латинських документах, німецькій історіографії.
- Гілем V (окс. Guilhem) — оскитанською.
- Гільйом V (фр. Guillaume) — французькою.
- Вільгельм Монпельєський (фр. Guilhem de Montpellier) — за назвою сеньйорії.

## Біографія
Син Бернара Вільгельма IV, сеньйора Монпельє і Омаля, та Ерменгарди де Мелгуель. Народився у 1075 році. У 1085 році після смерті батька успадкував володіння, але через малий вік керувала його мати. Невдовзі вона вийшла заміж за сеньйора Андюза. Після цього опіку над малим сеньйором перейняла його бабуся Беліарде, якій допомагали шановні феодали, васали сеньйорів Монпельєських.
У 1090 році після владнання суперечок з єпископом Магелоном Вільгельм V офіційно вступив у права сеньйора. Згідно з Вільгельмом Тірським, сеньйор Монпельєський одним з перших відгукнувся на заклик папи римського Урбана II у 1095 році й долучився до хрестоносців. Перед походом призначив міського нобіля Вільгельма Емона вігьє (вікарієм) Монпельє.
Брав участь у Першому хрестовому поході у складі військ свого сеньйора Раймунда IV Тулузького 1096—1099 років. Відзначився під час облоги Нікеї, особливо під час захоплення невеликого сирійського села Мааррат аль-Нуман в 1098 році. Того ж року долучився до облоги Антіохії. 1099 року брав участь в облозі Єрусалиму.
У 1100 році брав участь у невдалому поході Годфріда Бульйонського на Арсуф, що завершився невдало. 1101 році брав участь у походах короля Балдуїна I. У 1103 році повернувся до Монпельє, привізши мощі Св. Клеопи. У джерелах згадується, що участь у хрестовому поході фактично призвело Вільгельма V до розорення, а його тривала відсутність надало міській знаті Монпельє шанс зміцнити свої позиції.
Вільгельм V спробував повернути сеньйоріальні права, які узурпував міський нобілітет. До того ж Емони захопили посаду вігьє, яку стали передавати у спадок. Задля обмеження прав нобілітету було заборонено укладення шлюбів між васалами сеньйора і представниками міської верхівки. Однак можливості Вільгельма V були обмежені через фінансові проблеми. У підсумку він фактично погодився з узурпацією частини його феодальних прав міською знаттю. У 1103 році сеньйор підписав з Емонами угоду, що свідчила про те, що Вільгельм V змирився із новим становищем. Останні роки його життя пройшли в нескінченних позовах з єпископом Магелона і міським магістратом Монпельє.
У 1114 році спільно з пізанським флотом брав участь у поході Рамона-Беренгера III, графа Барселони, проти емірату Майорки, завдавши поразки мусульманам. Водночас заклав основу для тривалого союзу з Пізанською республікою.
У 1120 році, розчарувавшись у спробах повернути сеньйоріальні права в Монпельє, Вільгельм V прийняв чернецтво в абатстві Св. Сальватора в Аньяні. Помер у 1121 році. Його володіння розділили сини — два Вільгельми і Бернар.

## Сім'я
Дружина — Ерменсенда, донька П'єра де Могіо
Діти:
- Сибілла, дружина Бернара III, сеньйора Андюз
- Вільгеметта, дружина Бернара де Мелгуель
- Вільгельм (1102—1162), сеньйор Монпельєський
- Вільгельм (д/н—1156), сеньйор Омальський
- Бернар, сеньйор Вілленова
- Аделаїда
- Ерменіарда